# Bilgesu Aydın

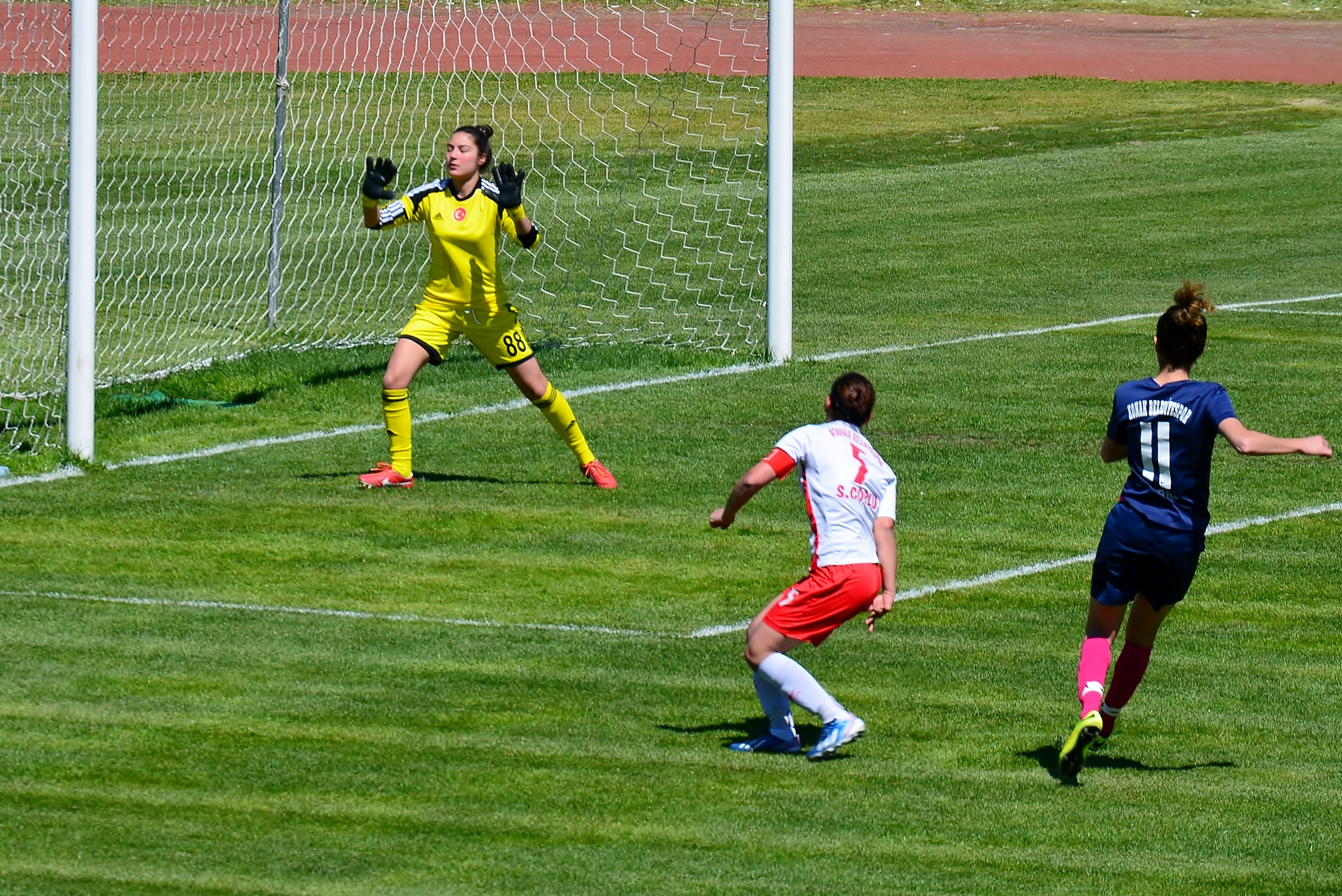
Bilgesu Aydın a la porteria

Bilgesu Aydın, (Denizli, 8 de juny de 1994) és una jugadora de futbol turca. Aydın, portera de la selecció nacional sub-19 l'any 2012, actualment juga per Konak Belediyespor d'Esmirna. També ha jugat per al Bucaspor, on va iniciar la carrera futbolística, i després a Gazi Üniversitesi, i l'Ataşehir Belediyespor.